# Eva Linden
Eva Linden (Koningshooikt, 5 mei 1992) is een Belgisch auteur.

## Biografie
Linden is afgestudeerd als journaliste aan hogeschool Thomas More te Mechelen. Tijdens haar studies begon ze te schrijven aan haar eerste boek Maanziek.
In 2019 verhuisde Linden met haar echtgenoot naar Nijlen.